# Phyllodactylus rutteni
Phyllodactylus rutteni (листопалий гекон венесуельський) — вид геконоподібних ящірок родини Phyllodactylidae. Ендемік Венесуели. Вид названий на честь нідерландського геолога Луїса Рюттена.

## Поширення і екологія
Венесуельські листопалі гекони мешкають на островах Ла-Бланкілья та Лос-Херманос в Карибському морі. Вони живуть в сухих чагарникових заростях, на висоті до 100 м над рівнем моря.

## Збереження
МСОП класифікує стан збереження цього виду як близький до загрозливого. Венесуельським листопалим геконам загрожує хижацтво з боку інтродукованих кішок і щурів.